# Тирлівська сільська рада
| Тирлівська сільська рада — колишній орган місцевого самоврядування у Бершадському районі Вінницької області з адміністративним центром у с. Тирлівка. Сільраді були підпорядковані населені пункти: - с. Тирлівка - с-ще Кавкули |

## Склад ради
Рада складається з 16 депутатів та голови.

## Керівний склад сільської ради
| ПІБ                     | Основні відомості                                                         | Дата обрання | Дата звільнення |
| ----------------------- | ------------------------------------------------------------------------- | ------------ | --------------- |
| Карман Дарія Парфенівна | Сільський голова, 1949 року народження, освіта, член народної партії      | 26.03.2006   | 31.10.2010      |
| Карман Дарія Парфенівна | Сільський голова, 1949 року народження, освіта вища, член Партії регіонів | 31.10.2010   |                 |

Примітка: таблиця складена за даними джерела